# Diego Figueredo
Diego Antonio Figueredo Matiauda (Asunción, 28 aprile 1982) è un calciatore paraguaiano, centrocampista del Guaraní.